# حمد حميد الرشيدي
حمد حميد فحيمان الذيابي الرشيدي شاعر وكاتب وروائي وناقد وباحث وصحفي سعودي، شارك في كثير من الأمسيات الشعرية والندوات الثقافية داخل المملكة العربية السعودية وخارجها وحصل على عدة جوائز في القصة والشعر على الصعيدين المحلي والعربي.

## النشأة
ولد في ضواحي مدينة خيبر التاريخية، غرب المملكة العربية السعودية عام 1966 م.

## المؤهل العلمي
بكالوريوس العلوم في الجيولوجيا عام 1994م من جامعة الملك سعود في الرياض. وحاصل على مؤهل علمي(ما بعد البكالوريوس) في مجال (الاستشعار عن بعد) من معهد الدراسات والبحوث بجامعة الاسكندرية بمصر عام 2006 م.

## المهنة
عسكري (ضابط برتبة عقيد) بالقوات المسلحة.

## مشواره الأدبي
•عمل في بداية حياته الصحفية في جريدة (المسائية)السعودية، التابعة لمؤسسة (الجزيرة) الصحفية بمدينة الرياض، خلال الفترة المحصورة فيما بين عامي 1414هـ و1416هـ, كمحرر صحفي بالقسم الثقافي.
•عمل رئيسا للقسم الثقافي بمجلة فواصل بمدينة الرياض خلال الفترة من عام 1420هـ إلى عام 1422هـ.
•عمل مشرفا على الملف الثقافي لمجلة (أحوال المعرفة) الفصلية، التي تصدر عن مكتبة الملك عبد العزيز العامة بالرياض عام 1431هـ.
•عمل كمعد ومقدم برامج ثقافية في التلفاز والإذاعة السعودية، من أبرزها برنامج (أوراق شاعر)الاذاعي بإذاعة الرياض عام 1999م, وبرنامج(كتب مهداة) بقناة الثقافية الفضائية السعودية خلال الفترة من 2015م إلى 2016م.

## مؤلفاته
له عدة مؤلفات مطبوعة ومنشورة وبعضها لا زال مخطوطاً وفي طريقها للنشر  أهمها:
‌1.( للجراح ريش وللرياح وكر) وهو ديوان شعري صادر عام 1418هـ عن إحدى المطابع بالرياض.
‌2.( شوال الرياض) وهي رواية تاريخية صادرة عن مكتبة الملك عبد العزيز العامة بالرياض عام 1424هـ وقد حصل من خلال هذه الرواية على جائزة المكتبة كأفضل رواية تاريخية، أدبية عن حياة عبد العزيز آل سعود آل سعود وعن ذكرى تأسيس وتوحيد المملكة العربية السعودية والاحتفال بالذكرى المئوية لتأسيس المملكة عام 1419 هجري، الموافق لعام 1999م على مستوى الوطن العربي.
‌3.(أبجديات الروح والجسد) وهو ديوان شعر صادر عام 1427هـ عن مطبعة دار الإيمان بمدينة الإسكندرية.
‌4.ديوان الشاعر حميد بن فحيمان الرشيدي، حياته وشعره، صادر عن (مطبعة دار الايمان) بمدينة الاسكندرية، عام 2005م.
5.( أقدام تنتعل السراب) وهي رواية اجتماعية صادرة عن دار المفردات للنشر والتوزيع بالرياض عام 1428هـ .
6. حكايات الرسول السعودي (قصص ممسرحة) صادرة عن دار مدارك للنشر ببيروت سنة 2010م .
7. الجيوإنسانيات (قراءة في علاقة الإنسان بالأرض من منظور شعري) صادر عن دار الكفاح للنشر والتوزيع بالدمام – المملكة العربية السعودية عام 2013م.
8. خيبر(سلسلة هذه بلادنا) صادر عن وكالة وزارة الثقافة والاعلام للشؤون الثقافية بالمملكة العربية السعودية عام 2013م، وهوعبارة عن دراسة انثروبولوجية وتاريخية عن مدينة خيبر وأهميتها الاقتصادية والتاريخية والدينية-خاصة-عندما فتحها الرسول -صلى الله عليه وسلم بجيشه سنة 7 للهجرة.
9. كتاب (خيبر ومعالمها في الشعر العربي)صادر عن دار الكفاح للنشر والتوزيع بالدمام عام 2014,ويتناول هذا الكتاب أهم ما قيل من الشعر العربي – على مر عصوره- بمدينة خيبر ومعالمها واثارها.
10. كتاب (العودة إلى ثقافة القبيلة...الجاهلية الجديدة) صادر عام 2015م عن دار طوى للنشر والتوزيع ببيروت.
11. كتاب (بدو الرشايدة....العرب الرحل في شرق السودان) من تأليف وترجمة الرحالة الأمريكي الدكتور/وليام يانغ، وبالاشتراك مع محقق هذا الكتاب، الاستاذ/ عطا الله ابن حنية، وهو صادر عن مؤسسة الانتشار العربي ببيروت عام 2015م.
12. رواية (مجنون ليلى اليهودية) وهي رواية صادرة عن مؤسسة الانتشار العربي ببيروت عام 2016م.
13. كتاب (مكان وتاريخ)وهو عبارة عن مجموعة من الدراسات والبحوث التاريخية والجغرافية، بالاشتراك مع محقق هذا الكتاب الأستاذ/ عطا الله ابن حنية، ويقع هذا الكتاب في عدة أجزاء، وهو صادر عن مؤسسة الانتشار العربي ببيروت عام 2016م.
14. كتاب (مقاربات نقدية) قراءات متنوعة في الشعر والسرد، صادر عن مؤسسة الانتشار العربي ببيروت، عام 2016م.
15. كتاب (خيبر القديمة) دراسة جغرافية وتاريخية عن (مدينة خيبر) صادر عن مؤسسة الانتشار العربي ببيروت عام 2016م.